# Megastylus impressor
Megastylus impressor là một loài tò vò trong họ Ichneumonidae.